# گوندولین ایستلیک-اسمیت
گوندولین ایستلیک-اسمیت (انگلیسی: Gwendoline Eastlake-Smith؛ ۱۴ اوت ۱۸۸۳ – ۱۸ سپتامبر ۱۹۴۱) یک تنیس‌باز اهل بریتانیا بود.
از افتخارات وی می‌توان به کسب مدال طلا تنیس انفرادی زنان در بازی‌های المپیک تابستانی ۱۹۰۸ اشاره کرد.